# The Burlington Magazine
The Burlington Magazine è una rivista accademica mensile di belle arti e arti decorative. Fondata nel 1903, è la più longeva rivista d'arte in lingua inglese. Dal 1986 viene pubblicato da un'organizzazione di beneficenza.

## Storia

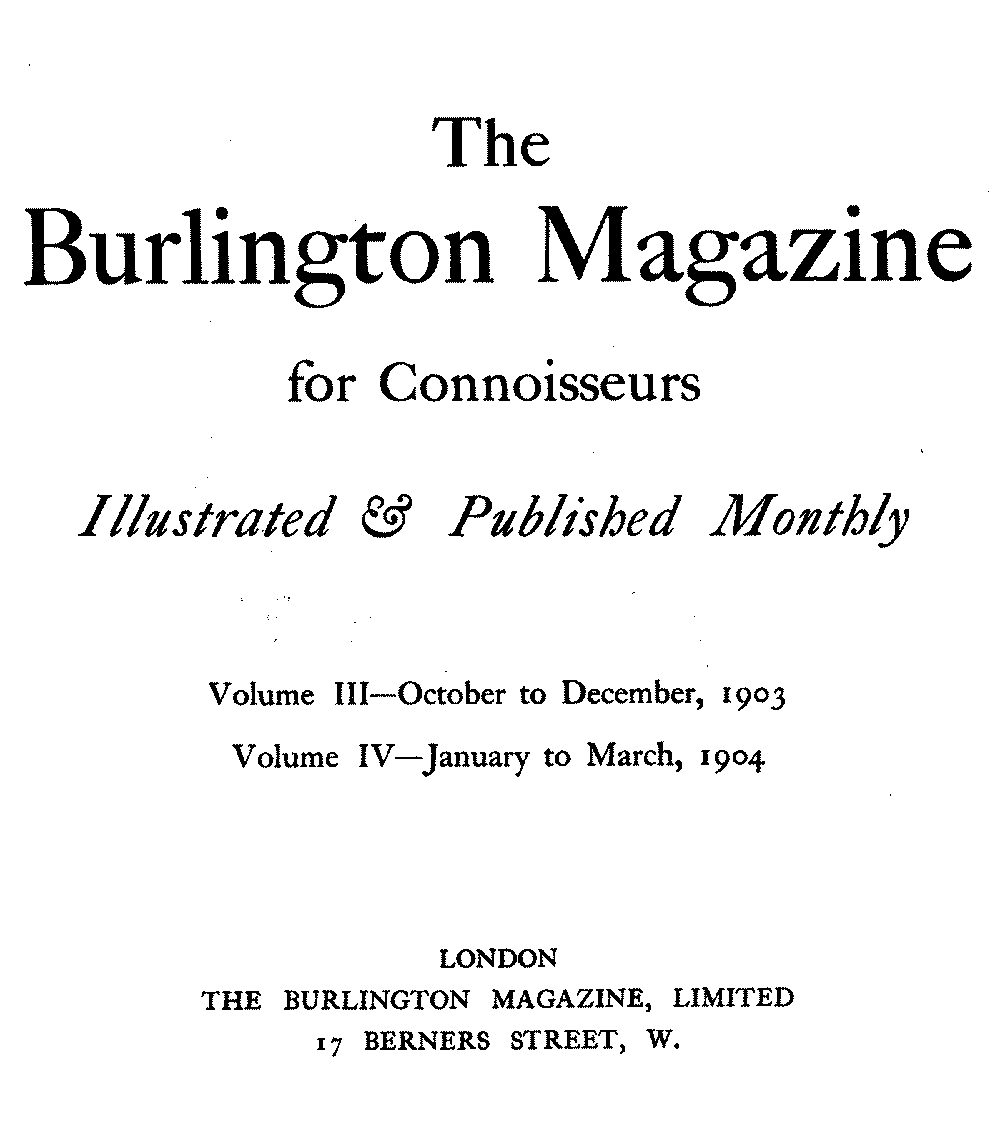
Prima pagina del Burlington Magazine del 1903-1904.

La rivista venne fondata nel 1903 da un gruppo di storici ed esperti d'arte del quale facevano parte Roger Fry, Herbert Horne, Bernard Berenson e Charles Holmes. I direttori più importanti sono stati Roger Fry (1909-19), Herbert Read (1933-39) e Benedict Nicolson (1948-78).
La struttura della rivista è basata su quella di un altro periodico contemporaneo, il Connoisseur, che era rivolto soprattutto ai collezionisti ed aveva un forte legame con il mondo del commercio d'arte. The Burlington Magazine, ispirandosi alle più importanti riviste accademiche tedesche, aggiunse alla critica dell'arte vittoriana, che era orientata verso il mercato, nuovi elementi di ricerca storica, creando così una formula che si è conservata quasi intatta fino ad oggi: una ricerca storico-artistica, basata sulla combinazione tra ricerche d'archivio ed un approccio più formalista, si affianca ad articoli su opere appartenenti a collezioni private e note sulle ultime notizie del mondo dell'arte, mostre e vendite.
La fastosità della pubblicazione, che era pubblicata con materiali di alta qualità, creò fin da subito dei problemi finanziari e nel gennaio 1905 Fry intraprese un tour negli Stati Uniti alla ricerca di finanziatori per assicurare la sopravvivenza della rivista, riconoscendo in essa uno strumento per lo sviluppo dello studio della storia dell'arte.

## Contenuto
Fin dal suo primo editoriale The Burlington Magazine si presentò come una sintesi di due opposte tradizioni (storica, estetica ed accademica da un lato, commerciale dall'altro) definendosi come esponente di un «austero epicureismo». A differenza delle altre riviste del panorama contemporaneo, The Burlington Magazine agiva da guida disincantata, spostando l'attenzione del pubblico verso un'arte di alta qualità, offrendo una prospettiva sia istituzionale che di mercato ed educando i propri lettori sull'elevata qualità dell'arte antica. I direttori e i contributori della rivista erano sì parte del mondo dei musei e di quello accademico, ma, contrariamente ai loro omologhi tedeschi, erano anche parte del mondo delle gallerie commerciali che stava emergendo in quegli anni.
The Burlington Magazine rimase indipendente da qualsiasi istituzione e fu fondamentale nel costituire una storia dell'arte nel mondo accademico britannico: la sua dinamica dialettica tra mercato ed istituzioni contribuì alla creazione di una pubblicazione originale e sfaccettata.
The Burlington Magazine venne fondato come una rivista di arte antica ma già dalla prima decade, specialmente negli anni di Fry, gli articoli sull'arte contemporanea alla rivista divennero prominenti. Tra gli argomenti trattati nel dettaglio figuravano Paul Cézanne e il post-impressionismo in un dibattito tra Fry e il critico d'arte scozzese Dugald Sutherland MacColl, un dibattito su un busto che venne attribuito a Leonardo da Vinci (poi rivelatosi un falso), e i ruolo della ricerca d'archivio nella ricostruzione della storia dell'arte, con contributi di Herbert Percy Horne e Constance Jocelyn Ffoulkes.
Specialmente nei suoi primi dieci anni la rivista era concentrata nel definire e sviluppare un'analisi formale e una conoscenza delle arti visive, e contribuì all'attribuzione di opere di vari artisti, tra cui Rembrandt, Poussin, e Caravaggio. Tra i contributori del giornale figurano anche molti artisti, come Walter Sickert su Edgar Degas.

## Produzione
Il giornale è un mensile ed ospita un'ampia gamma di contributori.
Il primo numero è stato stampato su carta di altissima qualità, con caratteri eleganti disegnati da Herbert Horne ed era riccamente illustrato con fotografie in bianco e nero, molte delle quali scattate da Emery Walker.

## Direttori
- Robert Dell: marzo–dicembre 1903
- Charles Holmes e Robert Dell: gennaio 1904–ottobre 1906
- Charles Holmes: ottobre 1906–settembre 1909
- Harold Child vice caporedattore col supporto di un comitato consultivo: ottobre e novembre 1909
- Roger Fry e Lionel Cust: dicembre 1909–dicembre 1913
- Roger Fry, Lionel Cust, e More Adey: gennaio 1914–maggio 1919
- John Hope-Johnstone: luglio 1919–dicembre 1920
- Robert R. Tatlock: 1921–1933
- Herbert Read: 1933–39
- Albert C. Sewter: 1939–40
- Tancred Borenius: 1940–44
- Edith Hoffmann: (vice caporedattore): 1944–45
- Ellis Waterhouse direttore pro tempore (la rivista era ufficialmente senza un direttore): 1945–47
- Benedict Nicolson:  1947–luglio 1978
- Consiglio editoriale dei Direttori: agosto–ottobre 1978
- Terence Hodgkinson: novembre 1978–agosto 1981
- Neil MacGregor: settembre febbraio 1987
- Caroline Elam: marzo 1987–luglio 2002
- Andrew Hopkins: agosto 2002–dicembre 2002
- Richard Shone e Bart Cornelis (joint editors): gennaio 2003–marzo 2003
- Richard Shone: marzo 2003–settembre 2015
- Frances Spalding: settembre 2015–agosto 2017[12]
- Jane Martineau: direttore pro tempore agosto-maggio 2017
- Michael Hall: maggio 2017 ad oggi[13]